# Zuid-Berghuizen
Zuid-Berghuizen is een wijk in het zuiden van Oldenzaal. de wijk ligt ten zuiden van het stadscentrum, waarvan het middels de spoorlijn Hengelo - Bad Bentheim wordt gescheiden. De wijk telt momenteel 3.910 inwoners.
De wijk heeft een groen karakter. In het centrum van de wijk ligt een winkelcentrum. In het winkelcentrum kan men terecht voor alle dagelijkse levensbehoeften. Andere basisvoorzieningen zoals scholen, sport- en spelvoorzieningen, gezondheidszorg zijn in de wijk aanwezig.

## Oorsprong en opzet

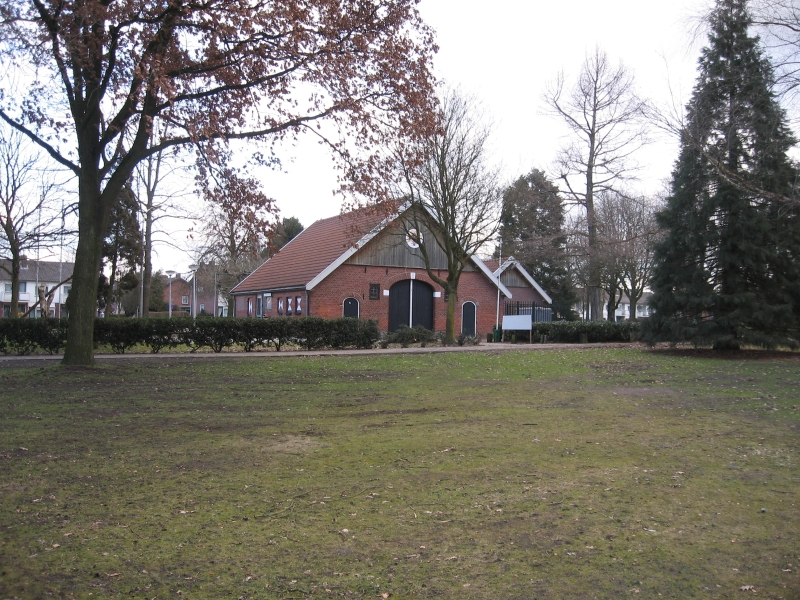
Erve Stakenboer, tegenwoordig gelegen in het wijkpark, is een van de overblijfselen van de voormalige buurtschap Berghuizen.

Het grondgebied waarop de wijk is gebouwd behoorde tot 1955 tot de gemeente Losser. In het kader van de naoorlogse uitbreiding werd een gedeelte van het Losserse grondgebied rond de stadskern van Oldenzaal door de gemeente Oldenzaal geannexeerd. De wijk is vernoemd naar de gelijknamige buurtschap welke tot in de jaren 50 op de plaats van de wijk lag. De boerderij van Stakenboer, tegenwoordig aan de rand van het wijkpark gelegen, is het laatste overblijfsel van de voormalige buurtschap.
Na de annexatie is vrij snel begonnen met de bouw van de wijk, welke halverwege de jaren 60 gereed was. In de wijk bevinden zich vooral appartementen en eengezinswoningen, welke voor het grootste gedeelte uit rijtjeswoningen bestaan.
De straten in de wijk zijn vernoemd naar vogels (Gruttostraat), Twentse burgemeesters (Burgemeester Wallerstraat, Burgemeester Essinkstraat), bekende Oldenzalers uit de textielindustrie (P.J. Geldermanstraat, S.I. Zwartzstraat) en kunstschilders (Paulus Potterstraat, Frans Halsstraat).

## Verkeer en vervoer
De wijk wordt ontsloten door de Enschedesestraat en de Burgemeester Wallerstraat, welke via de Spoorstraat zorg dragen voor een verbinding met het centrum. Ten zuiden van de wijk zorgen de N734 voor de ontsluiting richting Losser en de N733 richting Enschede. Aan deze provinciale weg bevindt zich direct ten zuiden van de wijk een aansluiting op de A1 richting Hengelo en het Duitse Osnabrück.
De wijk wordt bediend door drie buslijnen, de dienst op deze buslijnen wordt uitgevoerd door Arriva:
- Lijn 60: Enschede Centraal Station - Oldenzaal Station (via De Thij)
- Lijn 62: Enschede Centraal Station - Denekamp (via Enschede)
- Lijn 64: Almelo Centraal Station - Oldenzaal Station (via Vasse)

Aan de noordzijde van de wijk bevindt zich het Oldenzaalse spoorwegstation.
Stad: Oldenzaal      Voormalige buurtschap: Berghuizen

Woonwijken: De Essen · De Thij · Graven Es · Zuid-Berghuizen     
Bedrijventerreinen: De Eekte · Hanzepoort · Het Hazewinkel · Jufferbeek

Overijssel · Steden en dorpen in Overijssel      Nederland · Provincies · Gemeenten